# Świsłocz (obwód mohylewski)
Świsłocz (biał. Сьві́слач) – wieś (agromiasteczko) na Białorusi w rejonie osipowickim obwodu mohylewskiego przy ujściu Świsłoczy do Berezyny.
W miejscowości znajduje się zamczysko z XI wieku otoczone 22-metrową fosą, dawna siedziba lokalnego zarządcy dóbr z czasów Wielkiego Księstwa Litewskiego. Zamek na planie owalu z dwoma budynkami i bramą był także wzmiankowany w 1651 roku jako usadowiony na wzgórzu u zbiegu rzeki Świsłoczy i Berezyny.